# Haute école de travail social de Genève
 (mai 2018).
La Haute école de travail social Genève (HETS) est une institution d'enseignement supérieur professionnel du travail social à Genève, en Suisse. Rattachée à la Haute École spécialisée de Suisse occidentale (HES-SO), cette école propose deux filières de formation de base : la filière Travail social et la filière Psychomotricité. L'école est en contact avec le milieu professionnel (institution, associations, etc.) à travers la recherche appliquée et les mandats. La HETS développe des partenariats forts avec les acteurs de terrain et s’implique dans les débats majeurs portant sur les problématiques sociales actuelles. Par ailleurs, dans le cadre du programme européen Erasmus, les étudiants ont la possibilité de faire une partie de leurs études dans une université étrangère.
La HETS dispose d’un centre de recherche, d’un centre de formation continue, d'une Infothèque et de sa propre maison d’édition (Éditions IES).

## Filières
Deux filières de base se distinguent à la HETS : Travail social (à temps plein, en emploi ou à temps partiel) et Psychomotricité (à temps plein).

### Filière Travail social
Le Bachelor HES-SO en travail social propose des enseignements axés sur l'acquisition de connaissances dans les domaines de la psychologie, de la sociologie, de la politique sociale, du droit, de l'économie et de l'éthique. Trois orientations sont proposées dans ce cursus académique : service social, animation socioculturelle et éducation sociale. Chacune d'elles vise à apprendre aux futurs travailleurs sociaux à comprendre et à évaluer les problématiques sociales pouvant être rencontrées par tout individu, à évaluer les situations de personnes en difficulté, ainsi qu'à écouter et répondre aux besoins de celles-ci.
En complément aux enseignements, cette formation contient des périodes de pratique durant lesquelles les étudiants se rendent sur le terrain professionnel.
Cette filière comprend également un Master HES-SO en travail social. Ce dernier est délivré conjointement par la HETS et les autres hautes écoles romandes et tessinnoise de travail social.

### Filière Psychomotricité
Le Bachelor HES-SO en psychomotricité propose des enseignements axé sur l’observation, ainsi que la prise de conscience du corps et du mouvement. Les étudiants apprennent à poser des diagnostics psychomoteurs, à assurer des suivis thérapeutiques, et à accompagner les usagers et usagères. Les enseignements sont dispensés conjointement par la HETS et la Faculté de psychologie et des sciences de l’éducation de l’Université de Genève.
Cette formation est constituée d'une période pratique (stages) représentant un tiers du cursus.
Dès la rentrée de septembre 2019, le Bachelor en psychomotricité deviendra un Master en psychomotricité.

## Historique
Née en 1918, la Haute école de travail social de Genève a d'abord existé sous le nom École d’Études Sociales pour Femmes, puis Institut d'études sociales.

### Directeur
- 2022 - : Jean-Félix Savary[5]
- 2011 - 2022 : Joëlle Libois[6],[7]

## Éditions IES
Les Éditions IES (Institut d'Études Sociales) sont la maison d'édition de la Haute école de travail social de Genève (HETS). Depuis 1979, elles publient des textes touchant le domaine des sciences humaines et sociales et ce, à but non lucratif.
Elles ont pour missions de :
- promouvoir la production, la publication et la diffusion de textes nécessaires aux étudiants et aux professionnels de l'action sociale ;
- valoriser une réflexion actualisée dans le domaine des sciences humaines et sociales ;
- assurer un lien entre formation de base, formation continue, recherche appliquée et pratique professionnelle ;
- contribuer au rayonnement de la Haute école de travail sociale Genève (HETS).

Les Éditions IES publient différents types de contenus (ouvrages, essais, recherches, expériences issues du terrain, modèles d'intervention sociale et pédagogique, etc.) et s'attachent à enrichir les connaissances théoriques et pratiques liées aux domaines du travail social et de la psychomotricité. Favorisant en premier lieu les écrits provenant de la HETS, elles publient également des textes rédigés par des auteurs externes à l'institution.
Les Éditions IES entretiennent des partenariats avec d'autres acteurs du domaine des sciences humaines et sociales (éditeurs, écoles, associations, institutions, etc.). Ces collaborations peuvent prendre différentes formes : co-éditions, traductions d'ouvrages, manifestations, etc. Elles collaborent notamment avec des écoles de travail social en Suisse (Les cahiers de l'EESP, la maison d'édition de la Hochschule Luzern Interact verlag...), des associations suisses (Associations suisse des éditeurs de sciences humaines et sociales ESHS, Cercle de la librairie et de l'édition de Genève, Le social en lecture...), ainsi que d'autres acteurs tels que l'Association Internationale pour la Formation, la Recherche et l'Intervention Sociale AIFRIS, les Presses de l'Université du Québec pour la collection “Problèmes sociaux et interventions sociales” ou encore la revue en ligne Reiso.

## Collaborations
La HETS entretient des partenariats avec différents acteurs du domaine social en Suisse romande.

### Associations
La Haute école de travail social collabore avec des associations, telles que La Marmite, "un projet d’action artistique, culturelle et citoyenne et une université populaire nomade de la culture".

### Festivals
Notamment, à deux reprises, la HETS a été mandatée par le festival de musique Plein-les-Watts. En 2015, deux études ont été réalisées pour le festival : l'une portant sur la prévention des risques liés à la consommation d'alcool et de stupéfiants auprès des jeunes, l'autre portant sur l'animation de l'espace staff et de l'accueil des bénévoles. En 2016, 6 groupes d'étudiants ont été mandatés afin de poser un diagnostic et proposer des actions pour améliorer les relations entre le festival et les riverains concernant les nuisances engendrées par l'événement.
Depuis 2005, la Haute École spécialisée de Suisse occidentale (HES-SO) est partenaire du Paléo Festival Nyon en proposant des installations dans différents emplacements du festival. Par ce partenariat, les étudiants de la HETS expérimentent l’intervention sociale auprès d’un public jeune en milieu festif. Un module a d'ailleurs été intégré au programme d’études.